# Javier Santana
Starlin Javier Santana (Montecristi,  16 de octubre de 1988) es un futbolista internacional de la República Dominicana. Juega como mediocampista ofensivo y Defensivo y su actual equipo es el FC Tuggen de la 2. Liga del fútbol suiza.

## Trayectoria
- FC Zurich  2005-2009

- FC Schaffhausen  2010-2011

- FC Tuggen  2011-presente

## Carrera
Santana comenzó su carrera en 2002 firmado por el FC Zürich. Se fue en el verano de 2007 y jugó en la primera mitad de la temporada 2007/2008 once partidos a préstamo para Laredo Heat.  
Después de medio año con el primer equipo del FC Zürich fue cedido en enero de 2009 para el resto de la temporada para el FC Schaffhausen. 
Jugó once partidos con el FC Schaffhausen y regresó en el verano de 2009 bajo el contrato del FC Zürich, el contrato se venció en diciembre de 2009. Después de la liberación por el FC Zürich es firmado el 19 de enero de 2010 por el FC Tuggen